# エウスタキウス (解剖学者)

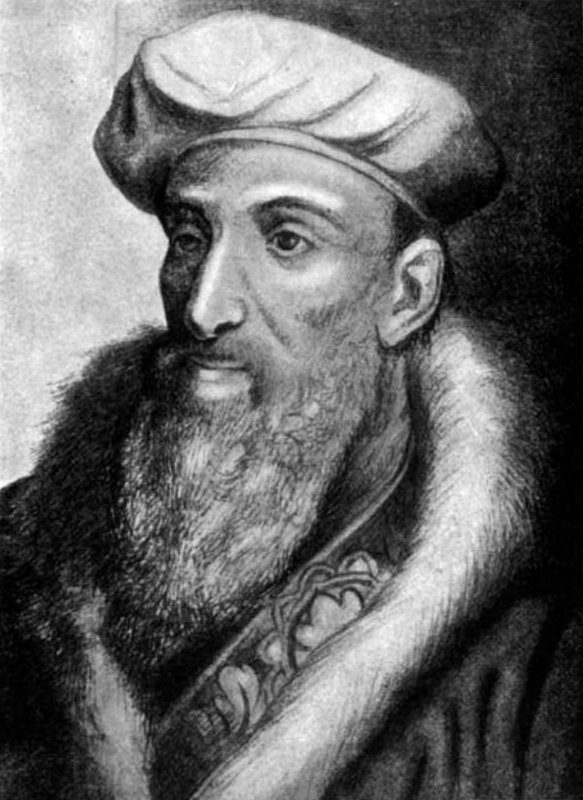
Eustachius

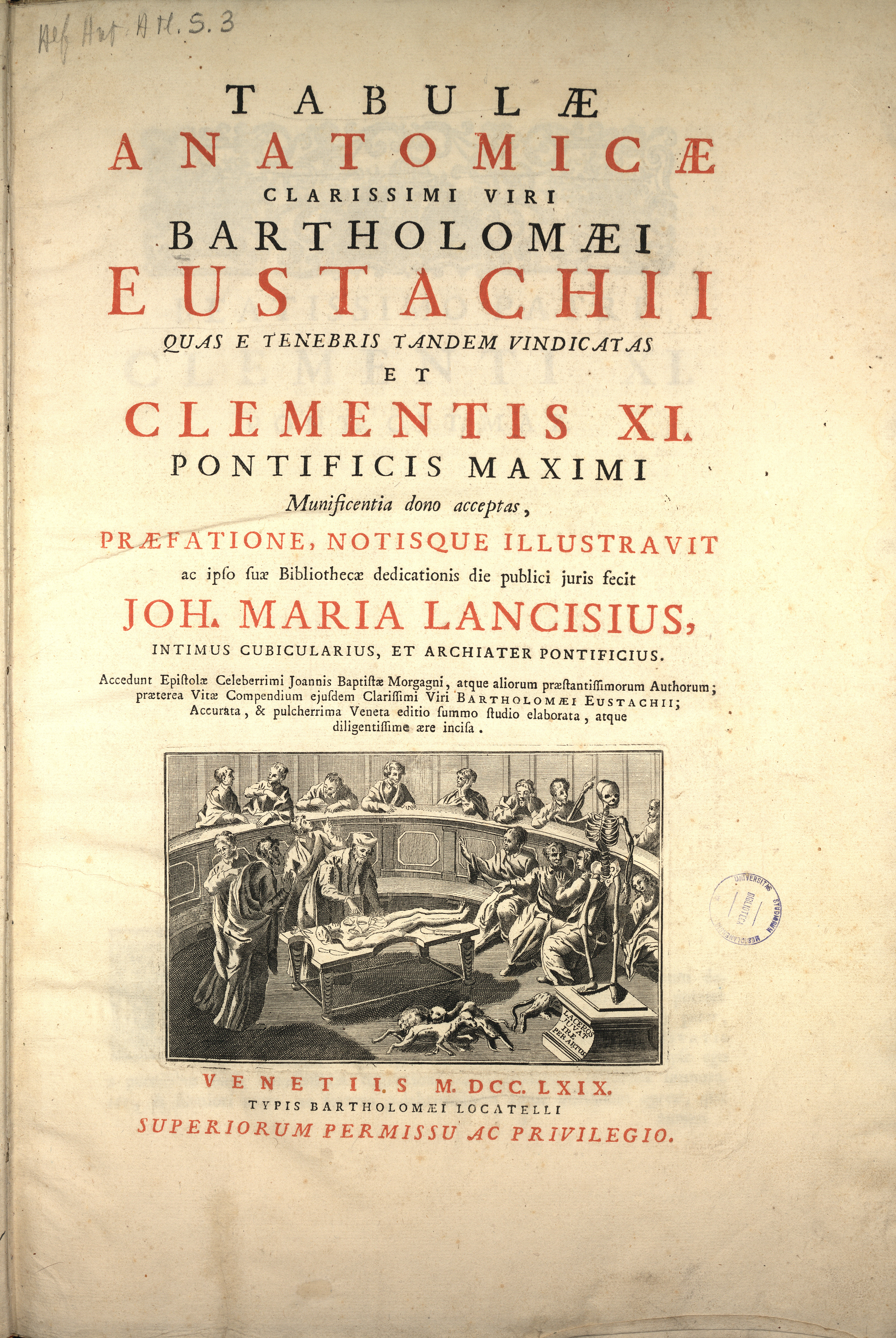
著書の扉

エウスタキウス（ラテン語:Eustachius、イタリア語:Bartolomeo Eustachi（バルトロメオ・エウスタキ）、1500年か1514年 – 1574年8月27日）は、16世紀のイタリアの解剖学者、医師。アンドレアス・ヴェサリウスと同時代人で、解剖学のパイオニアの1人である。1564年の『解剖学小論』などで知られる。
サン・セヴェリーノ・マルケの出身である。1549年からローマで解剖学の教授となった。1552年に47枚の銅版画からなる解剖図を製作し、その一部をつけて、『解剖学小論』を出版した。銅版画を用いた解剖図の最初期のものであった。腎臓、聴覚器、静脈、歯についての小論を発表している。すべての解剖図が出版されたのは1714年で、ジョバンニ・ランチシ（Giovanni Maria Lancisi）によって『エウスタキウス解剖学図譜』として出版され、その後も何度か出版された。
中耳と咽頭をつなぐ耳管（英語:Eustachian tube）や下大静脈弁（ユースタキオ弁）に名前が残されている。